# Barney Frank
Barnett "Barney" Frank (n. 31 martie, 1940) este un politician american și membru al Camerei Reprezentanților a Statelor Unite ale Americii. Este un democrat care reprezintă statul Massachusetts în Congresul SUA din 1981. El este președintele House Financial Services Committee și este cunoscut pentru sprijinul său față de libertățile civile, fiind deschis homosexual.
1. ↑  Barney Frank, SNAC, accesat în 9 octombrie 2017
2. ↑  Barney Frank, Encyclopædia Britannica Online, accesat în 9 octombrie 2017
3. ↑   https://www.congress.gov/member/barney-frank/F000339 Lipsește sau este vid: |title= (ajutor)
4. ↑  Biographical Directory of the United States Congress, accesat în 7 februarie 2021
5. 1 2 3 4   http://bioguide.congress.gov/scripts/biodisplay.pl?index=F000339 Lipsește sau este vid: |title= (ajutor)